# Stefan Mladenov
Stefan Mladenov, né le 27 septembre 1880[réf. nécessaire] à Vidin et mort le 1er mai 1963 à Sofia, est un académicien  bulgare, linguiste et dialectologue, spécialiste de la linguistique indo-européenne et linguistique comparée, des études slaves, des études balkaniques, des études bulgares et des études cyrillo-méthodiennes.

## Biographie
Stefan Mladenov parlait couramment dix-huit langues, y compris les langues slaves, baltes, scandinaves, balkaniques, latines, grecques, turques ottomanes, perses, arabes, et il en utilisait un total de vingt-sept. Il connaissait l'italien, l'espagnol et le portugais du latin.
Lui et Jordan Ivanov sont les étudiants en philologie les plus distingués et le fondateur des études bulgares, Benjo Tsonev /Recteur d'université de Sofia/. Yordan Ivanov, professeur de français, est le fondateur de études cyrillo-méthodiennes en France.
Depuis 1929, il a reçu le titre académique d'Académicien en raison de l'édition du dernier des trois volumes de Benjo Tsonev /à titre posthume/ et de sa propre "Histoire de la langue bulgare".
Il conduit la délégation bulgare au premier congrès slave à Prague (1929). En collaboration avec le chef de la délégation du Congrès allemand, Max Vasmer, ils ont traduit et publié l'histoire scientifique de la langue bulgare en allemand dans les années 1930. Pour lequel, en 1942, sous le IIIe Reich, il était membre correspondant de l'ancienne Académie royale des sciences de Prusse.
Membre correspondant de l'Académie polonaise et tchèque des sciences. Le seul scientifique bulgare membre correspondant de l'Académie des sciences d'URSS avant la fin de la Seconde Guerre mondiale.
Membre correspondant du King's College de Londres. Traducteur des œuvres de Henrik Ibsen du norvégien vers le bulgare. Plus de 1 100 publications scientifiques dans les principales publications linguistiques scientifiques mondiales. Contributeur à Archiv für slavische Philologie.